# Opera semiseria
Opera semiseria (tj. polovážná opera) je italský žánr opery, populární především na začátku 19. století.
Je blízká opera buffa (mužský bas v komické roli), ale semiseria obsahuje více prvků komedie, ale i patosu, někdy s pastorální výpravou. Obvykle se dá rozeznat od tragické opery nebo melodramatu právě výskyty basso buffo. Dobrým příkladem může být Donizettiho Linda di Chamounix. Dalším dobrým příkladem je Rossiniho La gazza ladra. Belliniho La sonnambula má také všechny prvky, kromě onoho basso buffo, a proto se považuje za operu vážnou, ale i semiseria.